# Gæstebud
Et gæstebud er en ældre betegnelse for et stort selskab, hvor der drikkes og spises. Det kan være et højtideligt gilde eller festlig sammenkomst, hvor det fælles måltid er omdrejningspunktet. Ordet skyldes oprindelig, at en person blev sendt ud med bud om indbydelse. En kendt fortælling over dette tema er Babettes gæstebud af Karen Blixen.